# Đorđe Pavlić
Đorđe Pavlić (ur. 28 sierpnia 1938 w Drenovacu, zm. 9 maja 2015 w Nowym Sadzie) – serbski piłkarz występujący na pozycji napastnika.

## Kariera klubowa
Pavlić karierę rozpoczynał w zespole FK Sloven Ruma. W 1960 roku trafił do Vojvodiny. W 1962 roku wywalczył z nią wicemistrzostwo Jugosławii, a w 1966 roku mistrzostwo Jugosławii. W tym samym roku przeszedł do niemieckiego klubu MSV Duisburg. W Bundeslidze zadebiutował 20 sierpnia 1966 roku w wygranym 2:0 pojedynku z Rot-Weiss Essen. 26 listopada 1966 roku w zremisowanym 1:1 spotkaniu z Fortuną Düsseldorf strzelił pierwszego gola w Bundeslidze. Przez sześć lat w barwach Duisburga rozegrał 173 spotkania i zdobył 2 bramki. W 1972 roku odszedł do zespołu Schwarz-Weiß Essen z Regionalligi West. W 1974 roku zakończył tam karierę.

## Kariera reprezentacyjna
W reprezentacji Jugosławii Pavlić zadebiutował 31 marca 1963 roku w wygranym 1:0 meczu eliminacji Mistrzostw Europy 1964 z Belgią. W 1964 roku znalazł się w kadrze na Letnie Igrzyska Olimpijskie, które piłkarze Jugosławii zakończyli na ćwierćfinale.
W latach 1963–1964 w drużynie narodowej Pavlić rozegrał dwa spotkania.